# Alucita melanodactyla
Alucita melanodactyla là một loài bướm đêm thuộc họ Alucitidae. Loài này có ở Seychelles.